# The Princess Guide
The Princess Guide, llamado El guía de la princesa en Hispanoamérica y La princesa paseada en España, es un episodio perteneciente a la vigesimosexta temporada de la serie animada Los Simpson, emitido originalmente el 1 de marzo de 2015 en EE. UU. El episodio fue escrito por Brian Kelley y dirigido por Timothy Bailey. El episodio fue dedicado en memoria de Leonard Nimoy, quien falleció el 27 de febrero de 2015. Nimoy  fue estrella invitada en dos episodios Simpsons, "Marge vs. the Monorail" y "The Springfield Files".

## Sinopsis
Homer es puesto a cargo de mantener a la Princesa Kemi fuera de problemas, mientras que su padre, un rey de Nigeria, trabaja a un acuerdo de uranio con el Sr. Burns. Cuando Kemi termina en la taberna de Moe, Moe salta a la conclusión de que ella debe estar relacionado con el príncipe nigeriano que le estafó por correo electrónico y planea recuperar su dinero. Pero para su sorpresa, él se enamora de la princesa.

## Recepción

### Crítica
Dennis Perkins de The A.V. Club, dijo que hasta ahora este es el mejor episodio de la temporada 26.

### Audiencia
El episodio recibió una audiencia de 3.930.000 televidentes, convirtiéndose en el programa más visto de Fox esa noche.
```
Hace una más de sus famosas "predicciones": en la escena inicial Homero lee el diario y un huracán aparece en el Pacífico Mexicano, justo donde "Patricia" aparecería meses después; también hace referencia al número 43 que hace falta en una sátira hacia lo acontecido en Ayotzinapa en septiembre del año pasado.
```